# Buendía
Buendía – gmina w Hiszpanii, w prowincji Cuenca, w Kastylii-La Mancha, o powierzchni 88,5 km². W 2011 roku gmina liczyła 484 mieszkańców.